# Spherillo melanurus
Spherillo melanurus är en kräftdjursart som först beskrevs av Dollfus.  Spherillo melanurus ingår i släktet Spherillo och familjen Armadillidae. Inga underarter finns listade i Catalogue of Life.